# Dichotomius podalirius
Dichotomius podalirius es una especie de escarabajo coprófago del género Dichotomius, subfamilia, Scarabaeinae, orden Coleoptera. Fue descrita por Felsche en 1901.

## Descripción
Mide 20-32 mm de longitud.

## Distribución y hábitat
Especie originaria del Neotrópico. Se distribuye por Colombia, Ecuador y Brasil. Habita en tierras bajas y los bosques siempreverdes a altitudes de 220 hasta 1010 m s. n. m.